# Теченское сельское поселение
Те́ченское се́льское поселе́ние — муниципальное образование в Сосновском районе Челябинской области Российской Федерации. В рамках административно-территориального устройства муниципальное образование  соответствует административно-территориальной единице Теченский сельсовет.
Административный центр — посёлок Теченский.

## История
Статус и границы сельского поселения установлены Законом Челябинской области от 9 июля 2004 года № 246-ЗО «О статусе и границах Сосновского муниципального района и сельских поселений в его составе».

## Население
| 2002  | 2010  | 2011  | 2012  | 2013  | 2014  | 2015  |
| ----- | ----- | ----- | ----- | ----- | ----- | ----- |
| 1279  | ↘1276 | ↗1278 | ↘1272 | ↗1295 | ↗1305 | ↘1277 |
| 2016  | 2017  | 2018  | 2019  | 2020  | 2021  |       |
| ↗1285 | ↗1292 | ↘1240 | ↘1226 | ↘1216 | ↗1395 |       |

## Состав сельского поселения
| № | Населённый пункт | Тип населённого пункта          | Население |
| - | ---------------- | ------------------------------- | --------- |
| 1 | Киржакуль        | деревня                         | ↘375      |
| 2 | Теченский        | посёлок, административный центр | ↗901      |

## Инфраструктура
- Теченская СОШ,
- детский сад № 36,
- клуб,
- фельдшерско-акушерский пункт